# ویکا
ویکا (یا جادوورزی (ویچکرافت Witchcraft یا کرافت)، عنوانی است که یک فرقهٔ جدید دینی را با آن می‌نامند.

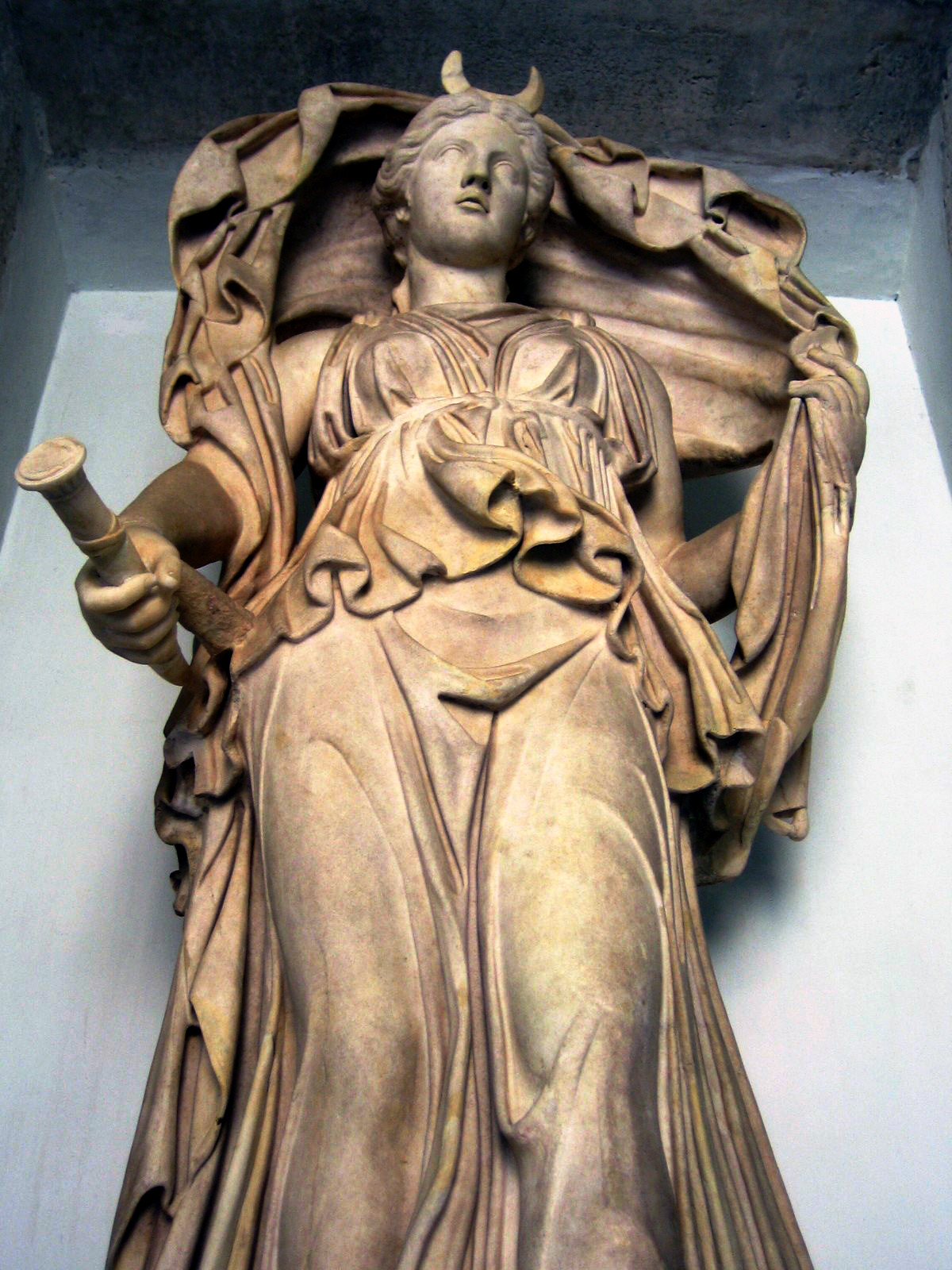
سلنه یکی از خدایان رومی معدود که توسط ویکاها پذیرفته شده

پیروان این فرقه به وجود شیطان و خدا اعتقاد ندارد و بستر طبیعت را می‌پرستند؛ ولی الهه‌ها یا خدایان را می‌پرستند هر چند این صورت الزامی نمی‌باشد؛ بیشتر الهه‌های زن را می‌پرستند و یک بستر اکوفمینیستی در این فرقه جریان دارد. همچنان که سلنا در تصویر از الهه‌های آنان است و لزومی ندارد که واقعیت خارجی داشته باشد.
در اعتقاد ویکن‌ها طبیعت محوری و عمل بر طبق غریزه سفارش می‌شود و برخلاف دیگر مذاهب مسک نفس از غریزه توصیه نمی‌شود.
رمان بریدا اثر پائولو کوئیلو حول محور عقاید این فرقه می‌چرخد.

## تاریخچه
ویکن‌ها نئوپاگان‌هایی هستند که بستر طبیعت را می‌پرستند. این فرقه در سال ۱۹۵۴ به دست جرالد گارنر، جادوگر انگلیسی تأسیس شد. طبیعت در فرهنگ ویکن‌ها به معنی هر چیزی است که بدون فشار یا اجبار به وجود آمده باشد. رفتارهای غریزی و خدایانی که نماد این غرایز هستند مورد پرستش یعنی ستایش آن‌ها واقع می‌شود. پیروی از غریزه و پایه قرار نهادن طبیعت بکر و بی‌شعور به عنوان ملاک رفتار خصیصه‌ای است که این فرقه را از همه مذاهبی که در آن مسک نفس وجود دارد متمایز می‌کند؛ و به دلیل اینکه پایه طبیعت است کتاب و نوشته‌های آنان به تجربیات شخصی علاقه خاصی نشان می‌دهد و برای تجربیات خاص خود یک دفتر جداگانه دارند که دفتر شهود و الهام هم به آن می‌گویند و گاه همین تجربیات را در دفتر اوراد و اذکار سحر به نام کتاب سایه‌ها می‌نگارند.

پنتاگرام، نماد ایمان که توسط بسیاری از ویکاها مورد استفاده قرار می‌گیرد. (پنج عنصر: باد، آتش، آب، خاک، روح)

## کتاب مقدس
کتاب این فرقه کتاب سایه‌ها نام دارد؛ که تقریرات جادوآموز از استاد خویش می‌باشد؛ و شامل اوراد، تعویذات و سحر است.

## ریشه نام
ویکا (wicca) یک واژه نصرانی است که به معنی شخص حکیم می‌باشد. البته بعضی ریشه آن را از واژه جادوگری (witchcraft) می‌دانند و عده‌ای آن را مشتق از witan که انگلیسی قدیم است به معنی حکیم می‌دانند.

## ویژگی‌ها
از ویژگی‌های این فرقه:
- عبادت خدا و الهه یا فقط الهه
- اهمیت به زن، خدای زن و کاهن زن
- مراسم سبت (یا همان شبات شنبه یهودیت)که بر می‌گردد به فرقه کابالیسم
- اجرای مراسم توسط بعضی از آن‌ها به صورت عریان انجام می‌شود.
- شمار بسیاری از آنان کتابی تحت عنوان کتاب سایه‌ها برای خود دارند که حاوی اوراد و سحرهای خود می‌باشد و گاه در آن تجارب و خاطرات خود را هم می‌نویسند. البته بعضی دفترچه‌ای جداگانه تحت عنوان شهود برای تجارب خود دارند.

## اقسام ویکا
- ویکای اسکندریه
- ویکای دایانی
- ویکای گاردنری
- ویکای الکساندری
- ویکای پریان

## نمادها
- صلیب: همان صلیب مسیحیان است.
- ستاره داوود: همان ستاره داوود یهودیان است.
- ستاره پنج‌پر: ستاره پنج‌پر که ضلع آن رو به بالا باشد.
- کتاب سایه‌ها: نوشته‌های جادویی و تجربیات شخصی را در آن می‌نگارند.
- بدر ماه و اعتدال‌های سالانه
- خنجر در شراب
- دو دایره رو به بالا: خدا
- یک دایره وسط دو هلال چپ و راست: خدایان
- هلال برعکس رو به خط: غروب ماه
- هلال روی سطح رو به بالا: طلوع ماه
- نیم‌دایره روی خط رو به پایین با پیکان به سمت پایین: غروب خورشید
- نیم‌دایره روی خط با پیکان به سمت بالا: طلوع خورشید
- آتشِ علامت (balefire)
- دسته جارو
- پیروزی
- عشق
- نبرد

## باورها

### الهیات
اگر چه مشاهدات ویکن‌ها در کلام متفاوت باشد، اکثریت قریب به اتفاق ویکن‌ها ستایش و احترام به الهه و خدایگان دارند. ویکن‌ها در تمامی اعصار قائل به وحدت (Pantheist) وجود هستند. اعتقاد به دو خدا (ثنویت/duotheism) یا چندخداپرستی (متشکل از بسیاری از خدایانشان) در میان ویکن‌ها کمتر دیده می‌شود. در برخی از مفاهیم وحدت و ثنویت، ایزدان از فرهنگ‌های مختلف ممکن است به عنوان جنبه‌های الهه یا خدا دیده شود.

### خدا و الهه
در نظر ویکن‌ها، ویکا مذهبی است که قائل به خدا و الهه، هر دو با هم است (چیزی شبیه فلسفه یین و یانگ در تائویسم). نیروی زندگی تجسمی از طبیعت است و اغلب ماه به عنوان الهه و خورشید به عنوان خدا معرفی می‌شود.
به‌طور سنتی خدا را به صورت یک خدای شاخ‌دار که با طبیعت وحشی و بکر و همراه با تمایلات جنسی و شکارگر ظاهر می‌شود نشان می‌دهند؛ و به این خدا نام‌های متفاوت داده‌اند، مانند :انسان سبز، کرنونوس، پان، آتو، کارنایانا.
الهه هم یک جنبه سه‌گانه دارد که شامل دوشیزه، مادر و عجوزه است و معمولاً به صورت ماه به تصویر کشیده می‌شود. نماد زندگی و الهام درونی طبیعت و عشق به همه چیز و فرزند است. معمولاً در گردهمایی جادوگران از این الهه استفاده می‌شود.

### چندخدایی
چندخدایی در این ویکنیسم به نوعی وحدت وجود است؛ یعنی همه الهه‌ها با خدا یکی هستند و هر کدام جنبه‌های متفاوتی از خدا را به تصویر می‌کشند و همه یک چیز هستند و به فراخور فرهنگ و باورها متفاوت شده‌اند.

### الوهیت
گاردنر اظهار داشت که موجودی بالاتر از خدا و به رسمیت شناخته‌شده‌تر از خدا توسط کاهنان شناسایی شده به عنوان محرک اول، اما هنوز ناشناس باقی مانده‌است.

### آنیمیسم
جان‌گرایی، همزادگرایی، اعتقاد به اینکه روح اساس زندگی است، اعتقاد به اینکه ارواح‌مجرد وجود دارند، اعتقاد به عالم روح و تجسم ارواح مردگان. ویکن‌ها معتقد هستند که ارواح خدایان و الهه‌ها در کاهن‌ها زمانی که زیر ماه یا خورشید شروع به نقاشی خاص می‌کنند حلول می‌کند.

### زندگی پس از مرگ
باورها دربارهٔ زندگی پس از مرگ میان ویکن‌ها متفاوت است. اگر چه عقیده سنتی آن‌ها تناسخ در جسم تازه است.

### سحر و جادو
ویکن‌ها به برخی طلسمات و اوراد اعتقاد دارند. آنان دایره‌ای گرد هم تشکیل داده و مراسم خود را انجام می‌دهند. آن‌ها از این مراسم برای طرد کردن تأثیرات منفی، شفایابی، عشق و باروری بهره می‌جویند.

### اخلاقویکا
ویکا تنها یک نصیحت دارد:
«تا وقتی جنبنده‌ای را اذیت نمی‌کنید و اراده خود را بر کسی تحمیل نمی‌کنید هر چه در سر دارید انجام دهید.»

### اخلاق
- آسیب نرساندن به خود و دیگران؛ هر چه می‌خواهی بگو یا هر چه می‌خواهی بکن، مردم آزاری مکن، خود گرفتاری و مردم را گرفتار گرفتاری مکن.
- قانون بازگشت سه‌گانه؛ یعنی انسان هر کاری اعم از خوب یا بد انجام دهد در سرنوشت او مؤثر است.

هر چه کنی به خود کنی / گر همه نیک و بد کنی
- پروش فضیلت‌هایی مثل حرمت، احترام، فروتنی، قدرت، زیبایی، قدرت و شفقت در درون خود
- پایبند بودن به ۱۶۱ قانون جادوگری
- در سنت ویکاها همجنس‌گرایی مردود بود ولی امروزه این گرایش ذاتی از انسان‌ها، پذیرفته شده‌است.